# Šírohlavec ještěrčí
Šírohlavec ještěrčí (Malpolon monspessulanus) je mírně jedovatý had z čeledi Psammophiidae žijící v oblasti Středomoří. Dorůstá délky okolo 2 metrů a váhy 1,5 kg.

## Popis
Jedná se o poměrně velkého hada, zbarveného spíše nevýrazně – převažuje šedá až hnědá barva. Hlava je jen mírně oddělena od těla. Zornička je kulatá, černá. Duhovka bývá hnědá, zlatavá až oranžovo-červená. Šupiny jsou hladké, bez kýlu.

## Způsob života
Jde o druh s denní aktivitou. Obývá obvykle suchou otevřenou krajinu, okraje lesů, suché louky, pastviny, skalky, kde loví především ještěrky. Příležitostně se živí i drobnými savci, ptáky a jinými hady. Mláďata loví také hmyz. Při lovu využívá jed, který paralyzuje nervový systém oběti. Jedové zuby jsou umístěny v zadní části tlamy, a proto k intoxikaci člověka dochází jen ve velmi výjimečných případech. Otrava se projevuje relativně mírně, obvykle lokální bolestivostí a citlivostí, pálením, výjimečně nevolností (podle množství uvolněného toxinu). Příznaky obvykle po několika hodinách samy odezní. Jde však o poměrně kousavého a rychlého hada. Při obraně využívá relativně pestrou škálu zastrašovacích taktik. Často se uchyluje k hlasitému syčení, nafukování celého těla nebo dokonce ke zplošťování krku podobně jako některé kobry. Někdy také předstírá, že je mrtvý (thanatóza), případně vypouští páchnoucí sekret, jako to dělá například v Česku žijící užovka obojková.

## Rozšíření a poddruhy
Šírohlavec ještěrčí obývá prakticky všechny země, jež jsou omývány vodami Středozemního moře. V tomto rozsáhlém areálu je zastoupen ve čtyřech poddruzích.
- M. m. monspessulanus je nominotypický poddruh, který se vyskytuje v jihozápadní Evropě (Španělsku, Portugalsku, Francii a severozápadní Itálii) a západním Maghrebu (Maroko, Alžírsko).
- M. m. fuscus žijící na Balkáně, v Turecku, Iráku a Íránu.
- M. m. saharatlanticus s výskytem v jihozápadním Maroku a v Západní Sahaře.
- M. m. insignitus žijící na Balkáně. Někdy je považován za samostatný druh.[3]